# Liste des bâtiments de la Défense
Cet article propose une liste des bâtiments de la Défense, quartier d'affaires d'Île-de-France, en France, situé immédiatement à l'ouest de Paris dans le département des Hauts-de-Seine.

## Bâtiments actuels
Fin 2019 à la défense et aux alentours on dénombre :
2 bâtiments de plus de 200m achevés et 1 autre en construction, 40 bâtiments de plus de 100m achevés et 3 autres en construction, 27 bâtiments achevés ayant une hauteur comprise entre 50 et 100m et 1 autre en construction. 
Par ordre chronologique de construction, cette liste présente les bâtiments qui sont actuellement (14 mars 2025) construits à La Défense ou à proximité immédiate :
| Nom                            | Code EPAD  | Fonction                           | Année       | Quartier                         | Architecte                                                                         | Hauteur (m) | Étages |
| ------------------------------ | ---------- | ---------------------------------- | ----------- | -------------------------------- | ---------------------------------------------------------------------------------- | ----------- | ------ |
| Résidence Bellini Défense      |            | Logements                          | 1957        | Esplanade Sud                    | de Mailly                                                                          | 56          | 16     |
| CNIT                           | -          | Centre d'expositions               | 1958        | Puteaux - Arche Nord             | Camelot, de Mailly et Zehrfuss, ingénieur Nicolas Esquillan et façades Jean Prouvé | 50          | 4      |
| Tour Initiale                  | PB31       | Bureaux                            | 1966        | Esplanade Sud                    | de Mailly et Jacques Depussé, façades Jean Prouvé                                  | 109         | 35     |
| Résidence Boieldieu            | PH1        | Logements                          | 1966        | Arche Sud                        | Gilbert et Rabaud                                                                  | 36          | 11     |
| Résidence La Défense           | PH2        | Logements                          | 1966        | Arche Sud                        | Plancon                                                                            | 30          | 9      |
| Tour Blanche                   | CB15       | Bureaux                            | 1967        | Esplanade Nord                   | Arsène-Henry et Schoeller                                                          | 100         | 27     |
| Tour Europe                    | CB14       | Bureaux                            | 1969        | Esplanade Nord                   | Delb, Chesneau et Verola                                                           | 99          | 28     |
| Résidence Lorraine             | CH11       | Logements                          | 1969        | Esplanade Nord                   | Camelot et Finelli                                                                 | 25          | 4      |
| Tour Les Poissons              |            | Bureaux / Logements                | 1970        | Courbevoie - Charras             | Henry Pottier                                                                      | 130         | 42     |
| Tour Atlantique                | PB11       | Bureaux                            | 1970        | Esplanade Sud                    | Delb, Chesneau, Verola et Lalande                                                  | 106         | 27     |
| Central téléphonique           | -          | -                                  | 1970        | Esplanade Sud                    | de Mailly                                                                          | 40          | 7      |
| Tour Diamant                   |            | Logements                          | 1970        | Puteaux                          | Arthur-Georges Héaume                                                              | 91          | 29     |
| Tour CGI                       | CB16       | Bureaux                            | 1971        | Esplanade Nord                   | Arsac, Gravereaux, Saubot et Cassagnes                                             | 117         | 26     |
| Tour Europlaza                 | CB12       | Bureaux                            | 1972        | Esplanade Nord                   | Dufau, Dacbert, Amsler et Stenzel                                                  | 135         | 31     |
| Tour Franklin                  | PB3/ PB4   | Bureaux                            | 1972        | Arche Sud                        | Delb, Chesneau, Verola et Delalande                                                | 120         | 33     |
| Résidence Corvée               |            | Logements                          | 1972        | Esplanade Nord                   | Finelli                                                                            |             | 8      |
| Résidence Louis Pouey          | PH9        | Logements                          | 1972        | Esplanade Sud                    | Société Civile d'Architecture et d'Urbanisme                                       | 50          | 16     |
| Poste EDF                      |            | -                                  | 1973        | Esplanade Nord                   | Penso, Natchez et Cleret                                                           |             | 3      |
| Tour France                    |            | Logements                          | 1973        | Puteaux                          | Jean-Jacques de Mailly                                                             | 126         | 40     |
| Résidence Vision 80            | CH12/ CH13 | Logements                          | 1973        | Esplanade Nord                   | Jouve, Frischlander et Mamfredos                                                   | 45          | 14     |
| Tour Vista                     |            | Bureaux                            | 1973        | Esplanade Sud                    | Jean de Mailly                                                                     | 77          | 22     |
| Tour Areva                     | CB1        | Bureaux                            | 1974        | Arche Nord                       | Skidmore et associé, Saubot et Jullien                                             | 178         | 46     |
| Tour Défense 2000              | PH3        | Logements                          | 1974        | Esplanade Sud                    | Proux, Demones et Srot                                                             | 134         | 47     |
| Ellipse                        | CB5        | Bureaux                            | 1974        | Arche Nord                       | Grison, Moritz et Ristorcelli                                                      | 35          | 9      |
| Tour Ève                       | PH21       | Bureaux / Logements                | 1974        | Esplanade Sud                    | Hourlier et Gury                                                                   | 109         | 30     |
| Tour CB21                      | CB21       | Bureaux                            | 1974        | Esplanade Nord                   | Abramovitz, Harisson et Associés                                                   | 179         | 44     |
| Résidence Les Dauphins         | CH3        | Logements                          | 1974        | Arche Nord                       | Chesneau et Verola                                                                 | 50          | 15     |
| Résidence de l'Ancre           | CH31       | Logements                          | 1974        | Esplanade Nord                   | CGAU                                                                               | 40          | 6      |
| Résidence Maréchal Leclerc     | CH1        | Logements                          | 1974        | Arche Nord                       | Daniel Badani et Pierre Roux-Dorlut                                                | 55          | 18     |
| Préfecture des Hauts-de-Seine  |            | Bureaux                            | 1974        | Nanterre                         | André Wogenscky, Henri Chauvet et Alain Richard                                    | 113         | 25     |
| Tour W                         | PB2        | Bureaux                            | 1974        | Esplanade Sud                    | Delb, Chesneau, Verola et Lalande                                                  | 119         | 31     |
| Tour Neptune                   | CB33       | Bureaux                            | 1975        | Esplanade Sud                    | Binoux, Folliasson et Associés                                                     | 113         | 27     |
| Tour Ariane                    | PB13       | Bureaux                            | 1975        | Esplanade Sud                    | Jean-Jacques de Mailly et Hervé Zammit                                             | 152         | 36     |
| Résidence la Sirène            | CH4        | Logements                          | 1975        | Arche Nord                       | Gillet, Cayla, Bonpaix, Niogret                                                    | 54          | 17     |
| Tour Manhattan                 | CB18       | Bureaux                            | 1975        | Esplanade Nord                   | Herbert et Proux                                                                   | 110         | 32     |
| Tour Gambetta                  | CH2        | Logements                          | 1975        | Arche Nord                       | Daniel Badani, Pierre Roux-Dorlut, Mestoudijan                                     | 104         | 37     |
| Berkeley Building              | -          | Bureaux                            | 1976        | Arche Nord                       | Decaux et Appert                                                                   | 37          | 8      |
| Damiers de Bretagne            | CH34       | Logements                          | 1976        | Esplanade Nord                   | Binoux, Folliasson, Abro et Henri Kandjian                                         | 37          | 12     |
| Damiers du Dauphiné            | CH32       | Logements                          | 1976        | Esplanade Nord                   | Binoux, Folliasson, A et H Kandjian                                                | 75          | 23     |
| Manhattan Square               | CH14       | Logements                          | 1976        | Esplanade Nord                   | Henri-Bernard                                                                      | 27          | 7      |
| Damiers de Champagne           | CH33       | Logements                          | 1978        | Esplanade Nord                   | Binoux, Folliasson, A et H Kandjian                                                | 55          | 18     |
| SGAM                           | CB3        | Bureaux                            | 1978        | Arche Nord                       | Saubot, Jullien, Skidmore et Associés                                              | 36          | 9      |
| Monge                          | CB6        | Bureaux                            | 1980        | Esplanade Nord                   | La Fonta                                                                           |             | 9      |
| Les Miroirs                    | CB20       | Bureaux                            | 1981        | Esplanade Nord                   | La Fonta                                                                           | 65          | 16     |
| Les Quatre Temps               | -          | Centre commercial                  | 1981        | Arche Sud                        | Lagneau, Weill et Dimitrijevic                                                     |             | 3      |
| Lotus                          | -          | -                                  | 1981        | Arche Nord                       | Delb                                                                               |             | 9      |
| Maison de La Défense           | PCB1       | Bureaux                            | 1981        | Esplanade Nord                   | La Fonta                                                                           |             | 5      |
| Immeuble Île-de-France         | PB10       | Bureaux                            | 1982        | Esplanade Sud                    | Saubot et Jullien                                                                  |             | 6      |
| Le Galion                      | PB28       | Bureaux                            | 1982        | Esplanade Sud                    | Arsène-Henry                                                                       |             | 8      |
| SCOR                           | PB5        | Bureaux                            | 1983        | Esplanade Sud                    | Jean Balladur                                                                      | 60          | 15     |
| Tour Allianz One               | PB25       | Bureaux                            | 1984        | Esplanade Sud                    | Jean Willerval                                                                     | 100         | 22     |
| Frasersuites Harmonie          | -          | Bureaux                            | 1984        | Esplanade Nord                   | Binoux, Folliasson, A et H Kandjian                                                | 45          | 14     |
| Ibis Novotel                   | -          | Hôtel                              | 1984        | Esplanade Nord                   | Binoux, Folliasson, A et H Kandjian                                                | 45          | 14     |
| Les Platanes                   | PH14       | Logements                          | 1984        | Esplanade Sud                    | Rophe                                                                              |             | 9      |
| Résidence Minerve              | PH28       | Logements                          | 1984        | Esplanade Sud                    | Xavier Arsène-Henry                                                                | 57          | 18     |
| Résidence Neuilly Défense      | CH15       | Logements                          | 1984        | Esplanade Nord                   | La Fonta et Kaminski                                                               |             | 9      |
| Utopia                         | -          | Bureaux                            | 1984        | Esplanade Sud                    | Alliaume                                                                           |             | 5      |
| Acacia                         | PB26       | Bureaux                            | 1985        | Esplanade Sud                    | Valle                                                                              |             | 9      |
| Ampère                         | -          | Bureaux                            | 1985        | Arche Nord                       | Saubot et Jullien                                                                  |             | 9      |
| Delalande - City Défense       | -          | Bureaux                            | 1985        | Arche Nord                       | Saubot et Jullien                                                                  |             | 9      |
| Tour Total                     | CB2        | Bureaux                            | 1985        | Arche Nord                       | Saubot et Jullien, Menkes, Webb et Zerafa                                          | 187         | 48     |
| Tour Michelet                  | PB17       | Bureaux                            | 1985        | Esplanade Sud                    | Willerval, La Fonta, Andrault et Parat                                             | 117         | 34     |
| Arkema                         | PB24       | Bureaux                            | 1986        | Esplanade Sud                    | Andrault et Parat                                                                  |             | 12     |
| Balzac                         | CB53       | Bureaux                            | 1986        | Esplanade Nord                   | Agence MBA                                                                         |             | 9      |
| Easy Building                  | PB20/ PB21 | Bureaux                            | 1986        | Esplanade Sud                    | Andrault, Parat et Godet                                                           | 28+12,40    | 9+4    |
| Le Galilée                     | PB15/ PB16 | Bureaux                            | 1986        | Esplanade Sud                    | Valle                                                                              |             | 9      |
| Tour Eqho                      | CB50       | Bureaux                            | 1988        | Esplanade Nord                   | Urquijo, Maccola et Willerval                                                      | 130         | 40     |
| Lavoisier                      | CB52       | Bureaux                            | 1988        | Esplanade Nord                   | Cabinet SOPHA                                                                      |             | 9      |
| Le Linea                       | -          | Bureaux                            | 1988        | Esplanade Sud                    | Andrault et Parat                                                                  |             | 9      |
| Le Triangle                    | -          | Bureaux                            | 1988        | Esplanade Nord                   | La Fonta                                                                           |             | 8      |
| Tour Voltaire                  | PB113      | Bureaux                            | 1988        | Arche Sud                        | La Fonta                                                                           | 81          | 23     |
| Tour Marchand                  |            | Bureaux                            | 1988        | Arche Nord (Faubourg de l'Arche) | Reid Brewin Architectes                                                            | 55          | 13     |
| Jean Monnet                    | CB53B      | Bureaux                            | 1989        | Esplanade Nord                   | Agence MBA                                                                         |             | 9      |
| La Fayette                     | CB51       | Bureaux                            | 1989        | Esplanade Nord                   | Cabinet SOPHA                                                                      |             | 9      |
| Arche de la Défense            | -          | Bureaux - Monument                 | 1989        | Arche Sud                        | Johann Otto von Spreckelsen, Paul Andreu                                           | 110         | 35     |
| Newton                         | CB53A      | Bureaux                            | 1989        | Esplanade Nord                   | Agence MBA                                                                         |             | 9      |
| CNIT rénové                    | -          | Centre commercial                  | 1990        | Arche Nord                       | Andrault et Parat, Torrieri et Lamy                                                | 50          | 13     |
| CBC - Curve                    | -          | Bureaux                            | 1990        | Puteaux                          | Andrault et Parat                                                                  | 33          | 10     |
| Collines de l'Arche            | -          | Bureaux                            | 1990        | Arche Nord                       | Buffi                                                                              |             | 7      |
| Passage de l'Arche             | -          | Bureaux                            | 1990        | Arche Sud                        | Buffi                                                                              |             | 7      |
| Tour Séquoia                   | -          | Bureaux                            | 1990        | Arche Nord                       | Andrault et Parat et Nicolas Ayoub                                                 | 119         | 33     |
| Colline de La Défense          | -          | Bureaux                            | 1992        | Arche Sud                        | Chaix & Morel et associés (Philippe Chaix et Jean-Paul Morel)                      |             | 3      |
| Facto Kupka                    | -          | Bureaux                            | 1992        | Arche Sud                        | Andrault et Parat                                                                  | 70          | 19     |
| La Pacific/Arcelor             | -          | Bureaux                            | 1992        | Arche Sud                        | Kisho Kurokawa, Marc Mussche                                                       | 90          | 25     |
| Espace 21                      | -          | Bureaux                            | 1994        | Arche Sud                        | Roland Castro                                                                      |             | 9      |
| Tours Chassagne et Alicante    | -          | Bureaux                            | 1995        | Arche Sud                        | Andrault et Parat, Nicolas Ayoub                                                   | 167         | 37     |
| Tour Prisma                    | -          | Bureaux                            | 1996        | Esplanade Nord                   | Willerval et Associés                                                              | 97          | 25     |
| Hôtel Le Renaissance           | -          | Hôtel                              | 1996        | Arche Sud                        | Andrault et Parat                                                                  |             | 9      |
| KPMG                           | -          | Bureaux                            | 1997        | Arche Sud                        | Andrault et Parat et Nicolas Ayoub                                                 |             | 9      |
| Tour Cèdre                     | -          | Bureaux                            | 1998        | Arche Nord (Faubourg de l'Arche) | Agence Conceptua, Andrault et Parat - Nicolas Ayoub                                | 103         | 26     |
| Le Colisée                     | -          | Bureaux                            | 1998        | Arche Nord (Faubourg de l'Arche) | Meulot                                                                             | 35          | 9      |
| Le Vinci                       | -          | Bureaux                            | 1998        | Arche Nord (Faubourg de l'Arche) | Partenaires Architectes                                                            | 32          | 8      |
| Tour Égée                      | -          | Bureaux                            | 2000        | Arche Nord (Faubourg de l'Arche) | Agence Conceptua, Andrault - Nicolas Ayoub                                         | 155         | 40     |
| Hôtel Pullman Paris La Défense | -          | Hôtel                              | 2000        | Arche Nord (Faubourg de l'Arche) | Roland Castro                                                                      | 69          | 22     |
| Notre-Dame de Pentecôte        | -          | Maison d'église                    | 2000        | Esplanade Nord                   | Franck Hammoutène                                                                  | 30          | 1      |
| Cœur Défense                   | CB11       | Bureaux                            | 2001        | Esplanade Nord                   | Jean-Paul Viguier                                                                  | 161         | 40     |
| Tour Légende                   | PB6        | Bureaux                            | 2001        | Esplanade Sud                    | Ieoh Ming Pei, Pei Cobb Freed & Partners, Saubot, Rouit                            | 165         | 41     |
| Le Palatin                     | -          | Bureaux                            | 2001        | Arche Nord                       | Turner, ARTE Charpentier                                                           |             | 7      |
| Triangle de l'Arche            | -          | Bureaux                            | 2001        | Arche Nord                       | Valode et Pistre                                                                   |             | 8      |
| Tour Adria/Technip             | -          | Bureaux                            | 2002        | Arche Nord (Faubourg de l'Arche) | Agence Conceptua, Andrault, Nicolas Ayoub                                          | 155         | 40     |
| Guynemer                       | -          | Bureaux                            | 2002        | Arche Nord                       | Rouit et Metge                                                                     | 30          | 8      |
| Défense Plaza                  | -          | Bureaux                            | 2004        | Esplanade Sud                    | SOM, SRA                                                                           | 50          | 12     |
| Tour Opus 12                   | PB12       | Bureaux                            | 2004 (1973) | Esplanade Sud                    | Valode et Pistre (rénovation)                                                      | 100         | 27     |
| Tour Dexia                     | CBX        | Bureaux                            | 2005        | Esplanade Nord                   | KPF, Rouit, SRA                                                                    | 142         | 36     |
| Tour Exaltis                   | -          | Bureaux                            | 2006        | Esplanade Nord                   | Bernado, Fort, Brescia, Miami Arquitectonica et Bridot-Willerval                   | 72          | 16     |
| Tour Engie                     | T1         | Bureaux                            | 2008        | Arche Nord (Faubourg de l'Arche) | Valode et Pistre                                                                   | 185         | 37     |
| Tour Granite                   | -          | Bureaux                            | 2008        | Arche Sud                        | Christian de Portzamparc                                                           | 184         | 35     |
| Bâtiment B                     | B          | Bureaux                            | 2008        | Arche Nord (Faubourg de l'Arche) | Valode et Pistre                                                                   | 50          | 14     |
| Praetorium                     | -          | Bureaux                            | 2009        | Esplanade Nord                   | Arte Charpentier                                                                   | 37          | 9      |
| Tour First                     | CB31       | Bureaux                            | 2010 (1974) | Esplanade Nord                   | KPF, SRA-Architectes                                                               | 231         | 52     |
| Tour Adamas                    | C1         | Bureaux                            | 2011        | Arche Nord (Faubourg de l'Arche) | Pei Cobb Freed & Partners                                                          | 36          | 8      |
| Tour Carpe Diem                | -          | Bureaux                            | 2013        | Esplanade Nord                   | RAMSA, SRA-Architectes                                                             | 162         | 38     |
| Tour Majunga                   | -          | Bureaux                            | 2014        | Esplanade Sud                    | Jean-Paul Viguier                                                                  | 194         | 47     |
| Tour D2                        | -          | Bureaux                            | 2014        | Esplanade Nord                   | Anthony Béchu & Tom Sheehan                                                        | 175         | 37     |
| Hôtel Meliá Paris La Défense   | -          | Hôtel                              | 2015        | Esplanade Nord                   | Claude Vasconi                                                                     | 87          | 19     |
| Résidence One                  | -          | Logements                          | 2017        | Jardins de l'Arche               | FMA (Farshid Moussavi Architecture)                                                | 38          | 11     |
| Hôtel CitizenM                 | -          | Hôtel                              | 2017        | Jardins de l'Arche               | RIADH architecture                                                                 | 27          | 9      |
| Campus de l'Arche              | -          | École de commerce                  | 2017        | Jardins de l'Arche               | Franklin Azzi Architecture                                                         | 30          | 9      |
| Paris La Défense Arena         | -          | Stade / salle de concert / bureaux | 2017        | Jardins de l'Arche               | Christian de Portzamparc                                                           | 47          | 10     |
| Skylight                       | -          | Logements                          | 2017        | Jardins de l'Arche               | Louis Paillard                                                                     | 76          | 19     |
| Résidence Campusea             | -          | Logements                          | 2018        | Arche Sud                        | Jean Nouvel                                                                        | 75          | 20     |
| Window                         | -          | Bureaux                            | 2018        | Arche Sud                        | Saubot, Jullien et Overcash (1982) SRA / Kohn Pedersen Fox (rénovation)            | 47          | 7      |
| Carré Michelet                 | -          | Bureaux                            | 2019        | Esplanade Sud                    | Crochon Brullmann+Associés (restructuration Lourde)                                | 53          | 15     |
| Sense                          | -          | Bureaux                            | 2019        | Esplanade Sud                    | Lobjoy-Bouvier-Boisseau                                                            | 41          | 8      |
| Altana                         | -          | Logements                          | 2019        | Jardins de l'Arche               | KOZ architectes                                                                    | 44          | 14     |
| Tour Saint-Gobain              | M2         | Bureaux                            | 2019        | Esplanade nord                   | Valode et Pistre                                                                   | 179         | 39     |
| Tour Trinity                   | -          | Bureaux                            | 2020        | Arche nord                       | Crochon Brullmann+Associés                                                         | 167         | 33     |
| Tour Alto                      | -          | Bureaux                            | 2020        | Esplanade nord                   | IF Architectes                                                                     | 160         | 38     |
| Tour Eria                      | -          | Bureaux                            | 2021        | Esplanade sud                    | Christian de Portzamparc                                                           | 59          | 13     |
| Latitude                       | -          | Bureaux                            | 2021        | Arche Nord                       | Studios Architecture                                                               | 37          | 8      |
| Origine                        | -          | Bureaux                            | 2021        | Jardins de l'Arche               | Quadri Fiore Maud Caubet                                                           | 33          | 7      |
| Nouvelle Vague                 | -          | logements                          | 2021        | Jardins de l'Arche               | Maud Caubet                                                                        | 33          | 10     |
| L'Archipel - Siège de Vinci    | -          | Bureaux                            | 2021        | Les Groues                       | Jean-Paul Viguier                                                                  | 106         | 24     |
| Landscape                      | -          | Bureaux                            | 2021        | Arche Sud                        | La Fonta (1983) / Dominique Perrault                                               | 101         | 28     |
| Hotel Okko / In Defense        | -          | Hôtel / Bureaux                    | 2022        | Arche Ouest                      | 3XN                                                                                | 39          | 9      |
| Tour Hekla                     | -          | Bureaux                            | 2022        | Arche Sud                        | Jean Nouvel                                                                        | 220         | 49     |
| Tour Aurore                    | CB17       | Bureaux                            | 2023        | Esplanade Nord                   | Damery, Vetter et Weil (1970) / Jean-Paul Viguier                                  | 131         | 34     |

## Bâtiments en projets et chantiers
Par ordre de hauteur, cette liste présente les bâtiments qui sont actuellement en construction ou en projet à La Défense :
| Nom                              | Année | Quartier       | Fonction                                | Architecte               | Hauteur (m) | Étages | État                                                                                      |
| -------------------------------- | ----- | -------------- | --------------------------------------- | ------------------------ | ----------- | ------ | ----------------------------------------------------------------------------------------- |
| Hermitage Plaza 1                | 2027  | Esplanade Nord | Logements - bureaux - hôtel - commerces | Norman Foster            | 320         | 86     | ...                                                                                       |
| Hermitage Plaza 2                | 2027  | Esplanade Nord | Logements - bureaux - hôtel - commerces | Norman Foster            | 320         | 86     | ...                                                                                       |
| The Link Tour Arche              | 2025  | Esplanade Sud  | Bureaux                                 | Philippe Chiambaretta    | 242         | 52     | Chantier en cours, superstructure                                                         |
| Tour Sister 1                    | 2026  | Arche Nord     | Bureaux                                 | Christian de Portzamparc | 229         | 51     | Permis de construire délivré                                                              |
| Tour des Jardins de l'Arche      | 2026  | Arche Ouest    | Hôtel - bureaux - belvédère             | Ateliers 2/3/4           | 206         | 54     | Permis de construire délivré                                                              |
| Odyssey - Bâtiment C             | 2027  | Esplanade nord | Bureaux - commerces                     | Studio Gang              | 189         | 42     | Permis de construire délivré                                                              |
| The Link Tour Seine              | 2025  | Esplanade Sud  | Bureaux                                 | Philippe Chiambaretta    | 178         | 35     | Chantier en cours, superstructure                                                         |
| Odyssey - Bâtiment O             | 2026  | Esplanade nord | Bureaux - Hôtel - commerces             | Cro&Co Architecture      | 176         | 33     | Permis de construire délivré                                                              |
| Tour Monge                       | 2031  | Esplanade nord | Bureaux - Hôtel - Belvédère             | 3XN & SRA                | 170         | 43     | projet proposé                                                                            |
| Tour Adria                       | 2024  | Arche nord     | Bureaux                                 | Ateliers 2/3/4           | 167         | 43     | Chantier en cours, Restructuration et surélévation de la tour                             |
| Tour Sister 2                    | 2026  | Arche Nord     | Bureaux - hôtel                         | Christian de Portzamparc | 131         | 31     | Permis de construire délivré                                                              |
| Odyssey - Bâtiment D             | 2026  | Esplanade nord | Bureaux - hébergement - commerces       | CroMe Studio             | 103         | 22     | Permis de construire délivré                                                              |
| Immeuble CB3                     | 2025  | Arche Nord     | Bureaux                                 | Ateliers 2/3/4           | 61          | 15     | Permis de construire délivré, projet de restructuration et surélévation de l'immeuble CB3 |
| 3 rue Bellini                    | 2024  | Esplanade sud  | Bureaux                                 | Franklin Azzi            | 55          | 14     | Chantier en cours                                                                         |
| Altiplano - PB10 - Ile de France | 2023  | Esplanade sud  | Bureaux                                 | B. Architecture          | 44          | 9      | Chantier en cours, restructuration lourde et surélévation de l'immeuble PB10              |

## Bâtiments détruits
| Nom                 | Année d'inauguration | Année de destruction | Architecte                                           | Hauteur (m) | Étages | Raison de la destruction                  |
| ------------------- | -------------------- | -------------------- | ---------------------------------------------------- | ----------- | ------ | ----------------------------------------- |
| Tour Esso           | 1963                 | 1993                 | Jacques et Pierre Gréber, Lathrop Douglass           | 63          | 11     | Remplacée par l'ensemble Cœur Défense.    |
| France Télécom CB13 | 1982                 | 2010                 | Saubot et Jullien                                    | 32          | 8      | Remplacé par la tour Carpe Diem.          |
| Bureau Veritas CB22 | 1984                 | 2011                 | Saubot et Jullien                                    | 34          | 7      | Remplacé par la tour D2.                  |
| Iris CB19           | 1983                 | 2016                 | Henri de la Fonta                                    | 42          | 13     | Remplacé par la tour Saint-Gobain.        |
| Les Saisons CB32    | 1993                 | 2017                 | Dacbert et Chauvel                                   | 50          | 13     | Remplacé par la tour Alto.                |
| Tour Norma          | 1968                 | 2017                 | Michel Folliasson, Jean Fayeton, Jean-Jacques Binoux | 51          | 16     | Remplacée par l’immeuble Sense.           |
| Tour Arago          | 1961                 | 2018                 | Jean de Mailly                                       | 77          | 21     | Remplacée par la tour Eria                |
| Le Michelet PB22    | 1986                 | 2021                 | Andrault, Parat et GODET                             | 49          | 14     | Remplacé par les tours du projet The Link |

## Projets annulés
Plusieurs bâtiments, dont la construction était projetée à La Défense, n'ont finalement jamais été construits :
| Nom                           | Année | Architecte                               | Hauteur (m) | Étages | Raison de l'abandon                                                       |
| ----------------------------- | ----- | ---------------------------------------- | ----------- | ------ | ------------------------------------------------------------------------- |
| Tour Polak                    | 1962  | André et Jean Polak                      | 725         | -      | Coût élevé, inutilité.                                                    |
| Tour Zehrfuss                 | 1964  | Bernard Zehrfuss                         | 250         | 60     | Manque d’investisseur, coût élevé.                                        |
| Tour Lumière Cybernétique     | 1970  | Nicolas Schöffer                         | 347         | -      | ?                                                                         |
| Tour CB2                      | 1974  | SOM, Roger Saubot, François Jullien      | 184         | 46     | Raison financière                                                         |
| Tour sans fins                | 1990  | Jean Nouvel                              | 425         | 100    | Raison financière.                                                        |
| Tour Hermitage Tower          | 2008  | Jacques Ferrier                          | 309         | 76     | Désaccord entre le maître d’ouvrage et le maître d’œuvre.                 |
| Tour CB21 (restructuration)   | 2008  | Ateliers 234                             | 275         | 56     | Raison financière.                                                        |
| Tour Manhattan (surélévation) | 2009  | Lahon Dachy Devos & Partners Architectes | 208         | 39     | ?                                                                         |
| Tour Signal                   | 2010  | Jean Nouvel                              | 301         | ?      | Coût élevé.                                                               |
| Tour Generali                 | 2011  | Valode et Pistre                         | 308         | 50     | Renoncement du commanditaire, Remplacé par le projet de tour Saint-Gobain |
| Tour PD22                     | 2014  | PCA                                      | 235         | ?      | Absence structurel interne, emplacement indésirable.                      |
| Tour Phare                    | 2015  | Morphosis                                | 297         | 68     | Remplacé par le projet des tours Sisters.                                 |
| Tour Air2                     | 2017  | Arquitectonica                           | 202         | 46     | changement de projet                                                      |
| Tour Ava                      | 2017  | Manuelle Gautrand                        | 142         | 34     | abandon du projet à cause de recours                                      |

## Pour approfondir